# Lop

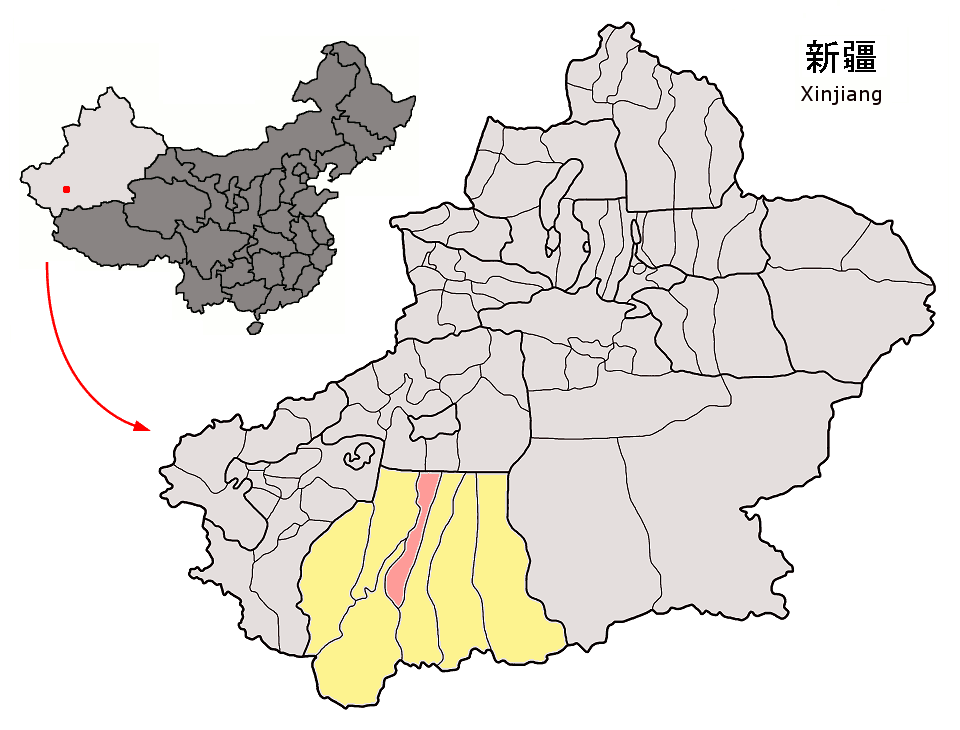
Lage des Kreises Lop (rosa) im Regierungsbezirk Hotan (gelb)

Der Kreis Lop (chinesisch 洛浦县, Pinyin Luòpǔ Xiàn, uigurisch لوپ ناھىيىسى Lop Naⱨiyisi) ist ein Kreis des Regierungsbezirks Hotan im Süden des Uigurischen Autonomen Gebiets Xinjiang im Nordwesten der Volksrepublik China. Er hat eine Fläche von 14.314 km² und zählt 232.916 Einwohner (Stand: Zensus 2010).

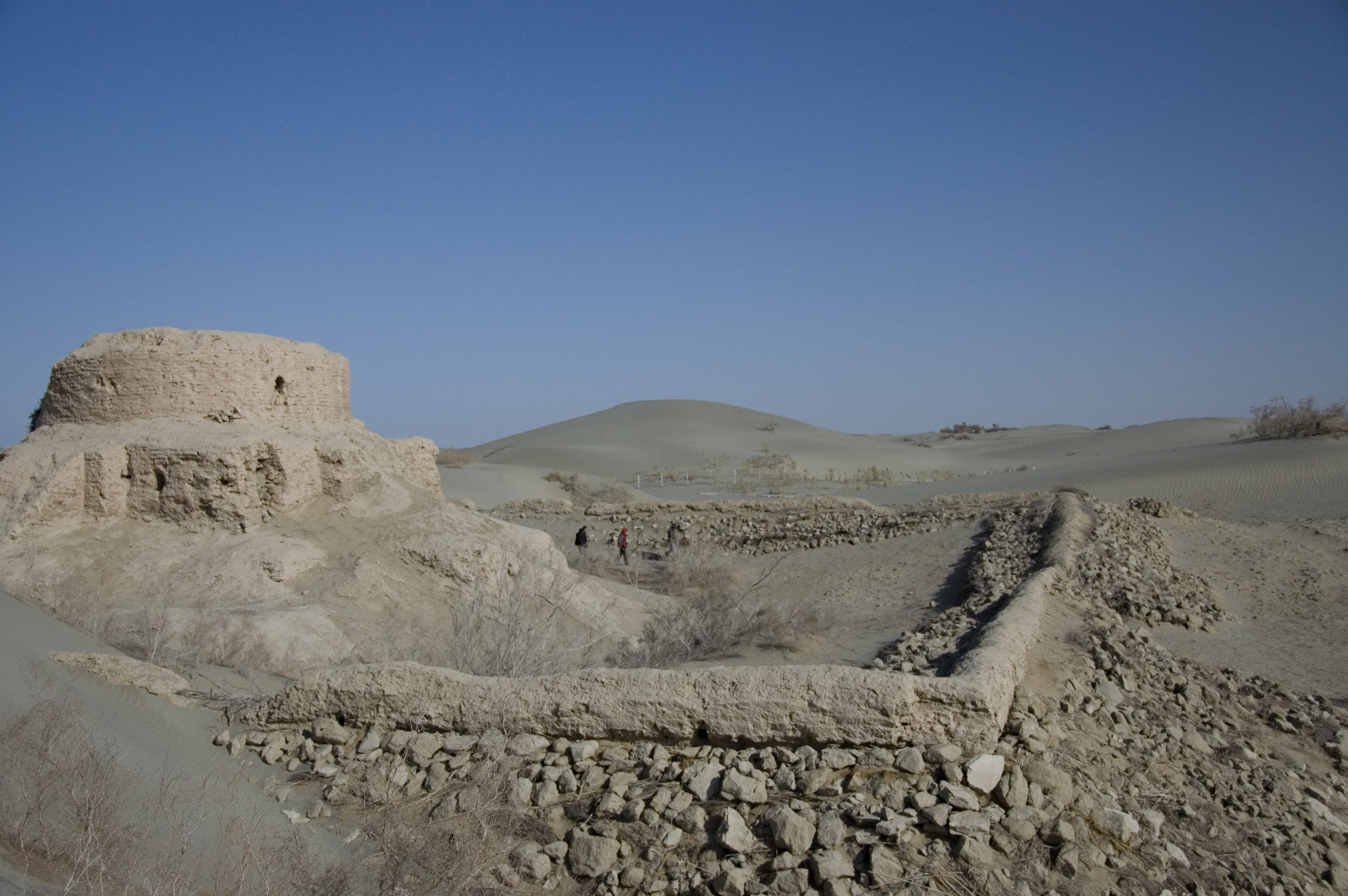
Ruinen von Rawak

Die Ruinen der buddhistischen Klosterstadt Rawak (Rewake Fosi yizhi) und der Friedhof von Shanpula (Shanpula gumuqun) stehen seit 2001 auf der Liste der Denkmäler der Volksrepublik China.